# Agroelymus colvillensis
Agroelymus colvillensis är en gräsart som beskrevs av Ernest Lepage. Agroelymus colvillensis ingår i släktet Agroelymus och familjen gräs.
Artens utbredningsområde är Alaska. Inga underarter finns listade i Catalogue of Life.